# مایک بوکی
مایک بوکی (انگلیسی: Mike Bookie؛ ۱۲ سپتامبر ۱۹۰۴ – ۱۲ اکتبر ۱۹۴۴) یک بازیکن فوتبال اهل ایالات متحده آمریکا بود.
وی همچنین در تیم ملی فوتبال ایالات متحده آمریکا بازی کرده‌است.